# Stupidity
Pour l’article homonyme, voir Stupidity (album de Bad Manners).
Albums de Dr. Feelgood
Malpractice
(1975) Sneakin' Suspicion
(1977)
Singles
1. Roxette
Sortie : septembre 1976

Stupidity est le premier album live du groupe britannique de pub rock Dr. Feelgood sorti en septembre 1976. Il se classe à la première place des charts au Royaume-Uni.
Les sept premiers titres (la face A de l'édition vinyle originale) ont été enregistrés à Sheffield le 23 mai 1975, les suivants à Southend-on-Sea le 8 novembre 1975.
Un single collector était offert avec les 20 000 premiers exemplaires de l'album, proposant les titres Riot in Cell Block No. 9 et Johnny B. Goode qui furent plus tard inclus sur les éditions CD de l'album. 
En 1991 paraît une réédition intitulée Stupidity + et augmentée de neuf titres enregistrés en public entre 1976 et 1990 déjà présents sur les albums live As It Happens (1979), On the Job (1981) et Live in London (1990).

## Liste des titres

### Édition originale
| 1. | I'm Talking About You | Chuck Berry   | 1:52 |
| 2. | Twenty Yards Behind   | Wilko Johnson | 1:50 |
| 3. | Stupidity             | Solomon Burke | 2:00 |
| 4. | All Through The City  | Johnson       | 2:44 |
| 5. | I'm a Man             | Bo Diddley    | 5:05 |
| 6. | Walking the Dog       | Rufus Thomas  | 3:05 |
| 7. | She Does It Right     | Johnson       | 2:58 |

| 8.  | Going Back Home        | - Mick Green - Wilko Johnson | 2:55 |
| 9.  | I Don't Mind           | Johnson                      | 2:44 |
| 10. | Back in the Night      | Johnson                      | 3:04 |
| 11. | I'm a Hog for you Baby | Jerry Leiber et Mike Stoller | 3:15 |
| 12. | Checkin' Up on My Baby | Sonny Boy Williamson         | 3:47 |
| 13. | Roxette                | Johnson                      | 3:00 |

### Titres du single bonus
| No  | Titre                    | Auteur             | Durée |
| --- | ------------------------ | ------------------ | ----- |
| 14. | Riot in Cell Block No. 9 | - Leiber - Stoller | 3:45  |
| 15. | Johnny B. Goode          | Berry              | 3:50  |

### Composition du groupe
- Lee Brilleaux : chant, harmonica, guitare
- Wilko Johnson : guitare, chant
- John B. Sparks : basse
- The Big Figure (John Martin) : batterie

### Titres supplémentaires surStupidity +
| No  | Titre               | Auteur                                              | Durée |
| --- | ------------------- | --------------------------------------------------- | ----- |
| 16. | Take a Tip          | - Lee Brilleaux - Gypie Mayo                        | 2:40  |
| 17. | Every Kind of Vice  | - Brilleaux - Mayo                                  | 3:12  |
| 18. | She's a Wind Up     | - Brilleaux - Mayo - John B.Sparks - John Martin    | 1:49  |
| 19. | No Mo Do Yakamo     | Krefel                                              | 2:11  |
| 20. | Love Hound          | - Dennis Linde - Allen Rush                         | 2:53  |
| 21. | Shotgun Blues       | - Brilleaux - Martin - Mayo - Sparks                | 6:31  |
| 22. | King For a Day      | - Brilleaux - Martin - Mayo - Sparks - Larry Wallis | 2:07  |
| 23. | Milk and Alcohol    | - Nick Lowe - Mayo                                  | 2:35  |
| 24. | Down at the Doctors | Mickey Jupp                                         | 3:15  |

### Composition du groupe
- Lee Brilleaux : chant, guitare slide, harmonica
- Gypie Mayo : guitare (titres 16 à 21)
- John B. Sparks : basse (titres 16 à 21)
- The Big Figure : batterie (titres 16 à 21)
- Steve Walwyn : guitare (titres 17 à 24)
- P H Mitchell : basse (titres 17 à 24)
- Kevin Morris : batterie (titres 17 à 24)

## Classement hebdomadaire
| Classement (1976)             | Meilleure place |
| ----------------------------- | --------------- |
| Royaume-Uni (UK Albums Chart) | 1               |

## Certification
| Pays        | Certifications |
| ----------- | -------------- |
| Royaume-Uni | Argent         |